# Lü Kuang
En aquest nom xinès, el cognom és Lü.
Lü Kuang va ser un general militar que servia el senyor de la guerra Yuan Shao durant el període de la tardana Dinastia Han Oriental de la història xinesa. Era el germà de Lü Xiang, que també servia sota Yuan Shao.

## Biografia en la ficció
Després de la mort de Yuan Shao, els germans Lü van començar a servir sota Yuan Shang, el tercer fill de Yuan Shao. Durant el conflicte entre Yuan Shang i el seu germà major Yuan Tan, Yuan Tan va enviar el seu millor guerrer, Cen Pi, a desafiar els homes de Yuan Shang. Lü Kuang va acceptar el desafiament i derrotà i matà Cen després de lluitar durant tres rondes amb ell. Yuan Shang va recompensar els germans Lü en concedir-les els segells oficials de generals.
Fins i tot després de la demostració de força de Lü Kuang, Yuan Shang no el va tractar adequadament. Quan Yuan Shang va ordenar els germans Lü d'atacar Yuan Tan, Yuan Tan recordà a Lü Kuang la seva amistat amb ell i quina posició ocupava Kuang a les files de Yuan Shang. Els germans Lü llavors van fer defecció cap a Yuan Tan.
Yuan Tan originalment va prometre als germans Lu un bon salari i tractament, emperò els va tractar igual de malament que abans Yuan Shang. Quan Yuan Tan es va rendir al senyor de la guerra Cao Cao, els germans Lü el van acompanyar per trobar-se amb Cao. Cao ansiosament els va acceptar i els va recompensar amb sedes i joies. Quan Cao va anar a la guerra amb els Yuan més tard (Yuan Tan va trair Cao Cao després de la seva rendició), els germans Lü van servir com els seus generals. Això no obstant, van causar moltes baixes i defeccions al bàndol dels Yuan. Després que Yuan Tan havia mort i Yuan Xi i Yuan Shang eren al caire de la derrota, els germans Lü van demanar defendre Runan en lloc de lluitar al front. Des de Runan, els germans Lü van dirigir un atac sobre el senyor de la guerra Liu Bei a Xinye.
Els germans Lü van dirigir una tropa de 10.000 homes cap als camps de Xinye i van desafiar els generals de Liu a duels. Zhao Yun va acceptar el desafiament i es va enfrontar contra Lü Kuang. El dos lluitaren durant vint rondes i cap de les parts semblava guanyar un avantatge. Zhao llavors va atreure Lü perquè el perseguira i tot seguit li va travessar amb la llança la gargamella de Lü amb un atac sobtat, que va matar Lü instantàniament. Lü Xiang va continuar lluitant amb les forces de Liu Bei fins que va topar-se amb Zhang Fei, que el va matar després d'una breu lluita.